# Fellesforbundet
 (décembre 2023).
La mise en forme du texte ne suit pas les recommandations de Wikipédia : il faut le « wikifier ».
Les points d'amélioration suivants sont les cas les plus fréquents. Le détail des points à revoir est peut-être précisé sur la page de discussion.
- Les titres sont pré-formatés par le logiciel. Ils ne sont ni en capitales, ni en gras.
- Le texte ne doit pas être écrit en capitales (les noms de famille non plus), ni en gras, ni en italique, ni en « petit »…
- Le gras n'est utilisé que pour surligner le titre de l'article dans l'introduction, une seule fois.
- L'italique est rarement utilisé : mots en langue étrangère, titres d'œuvres, noms de bateaux, etc.
- Les citations ne sont pas en italique mais en corps de texte normal. Elles sont entourées par des guillemets français : « et ».
- Les listes à puces sont à éviter, des paragraphes rédigés étant largement préférés. Les tableaux sont à réserver à la présentation de données structurées (résultats, etc.).
- Les appels de note de bas de page (petits chiffres en exposant, introduits par l'outil «  Source ») sont à placer entre la fin de phrase et le point final[comme ça].
- Les liens internes (vers d'autres articles de Wikipédia) sont à choisir avec parcimonie. Créez des liens vers des articles approfondissant le sujet. Les termes génériques sans rapport avec le sujet sont à éviter, ainsi que les répétitions de liens vers un même terme.
- Les liens externes sont à placer uniquement dans une section « Liens externes », à la fin de l'article. Ces liens sont à choisir avec parcimonie suivant les règles définies. Si un lien sert de source à l'article, son insertion dans le texte est à faire par les notes de bas de page.
- La présentation des références doit suivre les conventions bibliographiques. Il est recommandé d'utiliser les modèles {{Ouvrage}}, {{Chapitre}}, {{Article}}, {{Lien web}} et/ou {{Bibliographie}}. Le mode d'édition visuel peut mettre en forme automatiquement les références.
- Insérer une infobox (cadre d'informations à droite) n'est pas obligatoire pour parachever la mise en page.

Pour une aide détaillée, merci de consulter Aide:Wikification.
Si vous pensez que ces points ont été résolus, vous pouvez retirer ce bandeau et améliorer la mise en forme d'un autre article.
Fellesforbundet est une confédération syndicale norvégienne.

## Histoire
Ce syndicat est affilié au Landsorganisasjonen i Norge (abrégé LO en norvégien). Ce syndicat organise principalement les adhérents dans les secteurs dans l'industrie du fer et du métal (Métallurgie/Sidérurgie), la construction navale, le secteur graphique, les ateliers de réparation automobile, les ateliers de réparation aéronautiques, les hôtels et restaurants, l'industrie textile, l'industrie des chaussures, le commerce immobilier, la construction, l'industrie papetière, les branches graphiques, le secteur piscicole ((pisciculture  ou aquaculture)), l'agriculture et l'activité forestière. Le syndicat couvre plus de 200 commerces et activités.
Le syndicat est né le 8 mai 1988 de la fusion de :
- syndicat textile norvégien (norvégien : Bekledningsarbeiderforbundet, établi en 1969)
- syndicat norvégien de construction (norvégien : Norsk Bygningsindustriarbeiderforbund, établi en  1923)
- syndicat norvégien du fer et du métal (norvégien : Norsk Jern- og Metallarbeiderforbund, établi en  1891)
- syndicat papetier norvégien (norvégien : Norsk Papirindustriarbeiderforbund, établi en  1913)
- syndicat norvégien agricole et forestier (norvégien : Norsk Skog- og Landarbeiderforbund, établi en  1927)

Le syndicat graphique norvégien (norvégien : Norsk Grafisk Forbund, établi en 1882) le rejoint en 2006 et le syndicat des travailleurs des hôtels et restaurants  (norvégien : Norsk Hotell- og Restaurantarbeiderforbund, établi en 1932) le rejoint en 2007,. En 2019, le syndicat des routiers  a également fusionné.
Comptant 150 000 syndiqués, c’est le plus grand syndicat de Norvège.

## Dirigeants
| Identité                           | Période | Période      | Durée  |
| Identité                           | Début   | Fin          | Durée  |
| ---------------------------------- | ------- | ------------ | ------ |
| John Stene (d) (né en 1938)        | 1988    | 1991         | 3 ans  |
| Kjell Bjørndalen (en) (né en 1946) | 1991    | 2007         | 16 ans |
| Arve Bakke (en) (né en 1952)       | 2007    | 2015         | 8 ans  |
| Jørn Eggum (en) (né en 1972)       | 2015    | 18 juin 2025 | 10 ans |